# وزارت دفاع ملی رومانی
وزارت دفاع ملی رومانی (رومانیایی: Ministerul Apărării Naționale — MApN) از وزارتخانه‌های دولت رومانی است، که وظیفه پشتیبانی لجستیک و مدیریت نیروهای مسلح رومانی را برعهده دارد. وزارت دفاع ملی رومانی یکی از هجده وزارتخانه دولت رومانی است. وزیر دفاع ملی فعلی، یونوت موستئانو است.